# Moonrise, Hernandez, New Mexico

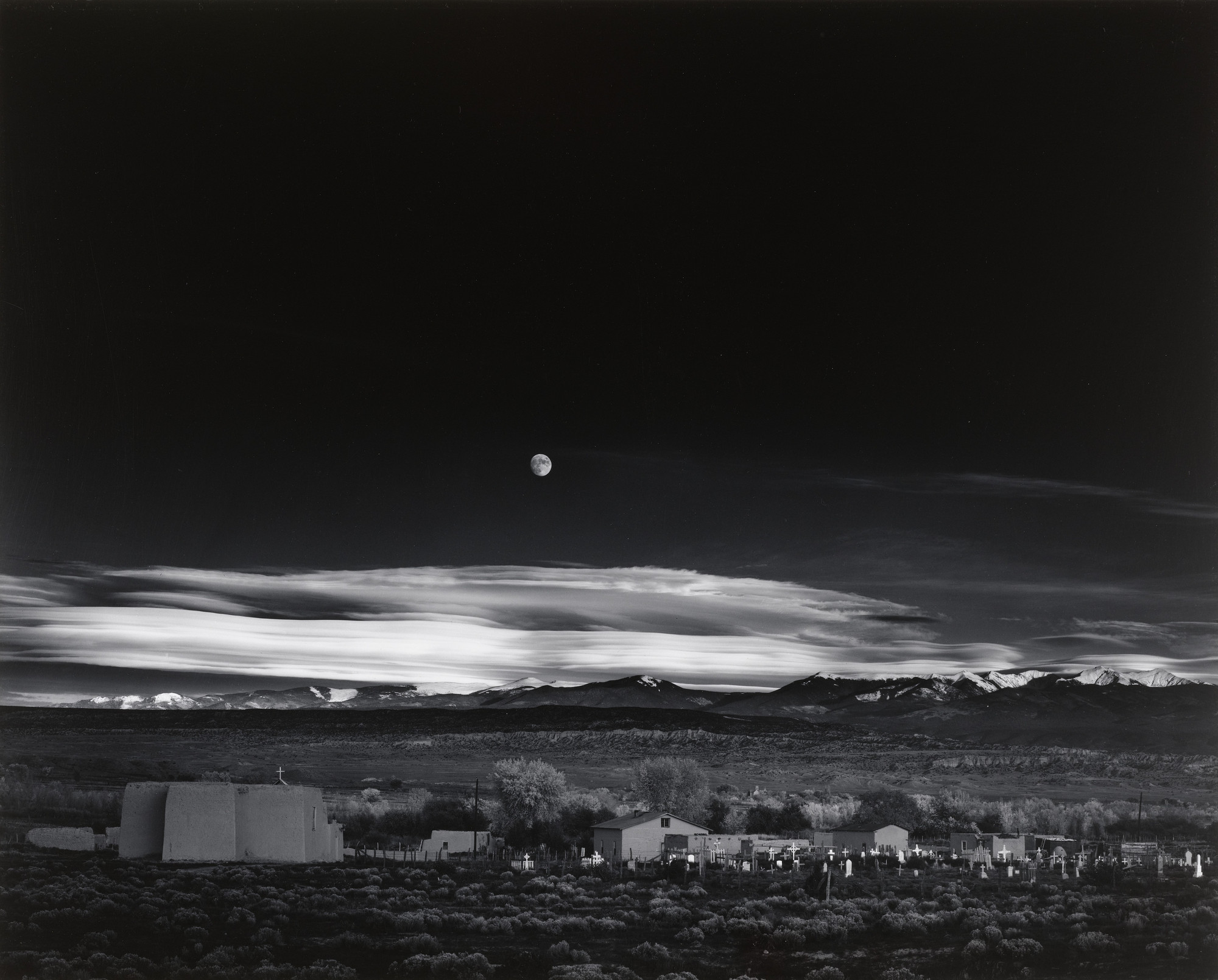
Moonrise, Hernandez, New Mexico (1941) de Ansel Adams.

Moonrise, Hernandez, Nuevo México es una fotografía en blanco y negro tomada por Ansel Adams, a última hora de la tarde del 1 de noviembre de 1941, desde un arcén de la autopista U.S. 84 / U.S. 285 en la comunidad no incorporada de Hernández (Nuevo México). La fotografía muestra la Luna saliendo en un cielo negro dominante sobre un conjunto de viviendas modestas, una iglesia y un cementerio lleno de cruces, con montañas cubiertas de nieve al fondo. Adams capturó una sola imagen, con el atardecer iluminando las cruces blancas y los edificios. Como Adams no fechó la imagen, se han intentado determinar una fecha a partir de la información astronómica contenida en la fotografía. Es una de las obras más populares de Adams.

## Creación
En octubre de 1941, el Secretario del Interior Harold Ickes contrató a Adams durante seis meses para crear fotografías de tierras bajo la jurisdicción del Departamento del Interior, para usarlas como impresiones del tamaño de un mural para la decoración del nuevo Museo del Interior del departamento. Adams estuvo acompañado por su pequeño hijo Michael y su mejor amigo Cedric Wright en un largo viaje por carretera alrededor del oeste. Llegaron a la escena mientras viajaban por el valle del río Chama hacia Española al final de la tarde del 1 de noviembre (véase la sección «Datación», más abajo); los relatos de lo que ocurrió difieren considerablemente.

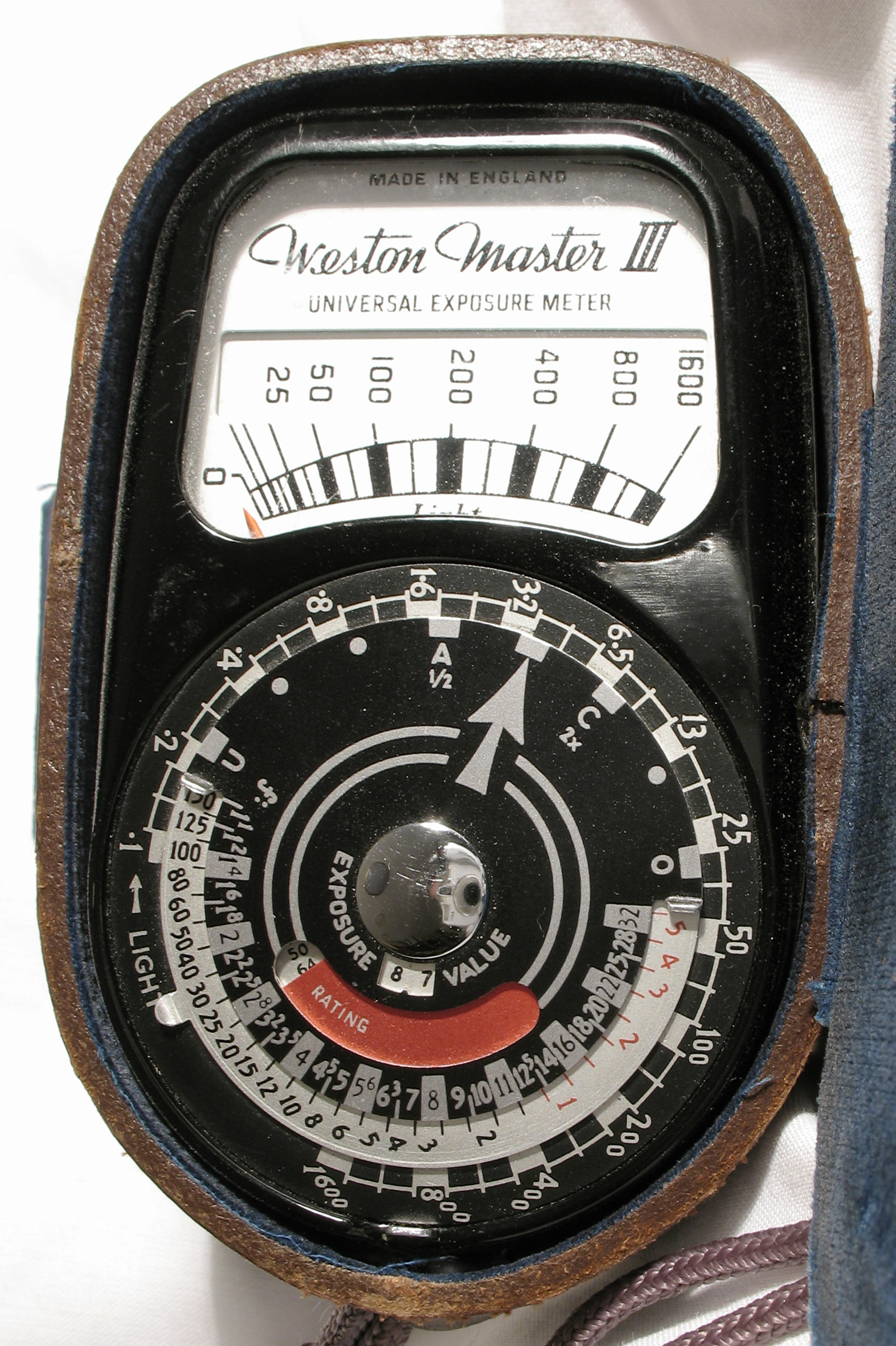
Un ejemplo de un exposímetro Weston. Se obtiene una lectura de luz promedio del dispositivo y se gira la flecha del panel circular a lo largo del valor, lo que genera un rango de combinaciones de apertura y velocidad de obturación que expondrían la escena de manera adecuada.

La publicación inicial de Moonrise fue a finales de 1942, con una imagen de dos páginas en U.S. Camera Annual 1943, habiendo sido seleccionada por el «juez de fotografía» de U.S. Camera, Edward Steichen. En esa publicación, Adams dio este relato:

Se tomó después de la puesta del sol, había un resplandor crepuscular en los picos y nubes distantes. Los valores de luz promedio del primer plano se colocaron en la «U» del medidor Weston Master; aparentemente los valores de la luna y los picos distantes no se encontraban por encima de la «A» del medidor. ... Algunos pueden considerar que esta fotografía es una «proeza», pero yo la considero una fotografía bastante normal de un paisaje típico de Nuevo México. Lamentablemente, la fotografía al anochecer se descuida; lo que puede resultar monótono y poco interesante a la luz del día puede adquirir una calidad magnífica en la penumbra entre el atardecer y la oscuridad.

Los relatos posteriores de Adams fueron más dramáticos. En su autobiografía, completada por su asistente y editora Mary Alinder poco después de su muerte en 1984, los compañeros de viaje se encontraron con una «escena fantástica», una iglesia y un cementerio cerca de Hernández (Nuevo México), y se detuvieron a un lado del camino. Adams recordó que le gritó a su hijo Michael y a Wright: «¡Tomen esto! ¡Tomen aquello, por el amor de Dios! ¡No tenemos mucho tiempo!». Desesperados por capturar la imagen en la luz que se desvanecía, se apresuraron a instalar el trípode y la cámara, sabiendo que sólo quedaban unos momentos antes de que la luz desapareciera.
Adams había dado un relato similar en su libro de 1983 Examples: The Making of 40 Photographs.

¡No pude encontrar mi exposímetro Weston! La situación era desesperada: el sol bajo se arrastraba por el borde de las nubes en el oeste y la sombra pronto oscurecería las cruces blancas ... De repente me di cuenta de que conocía la luminancia de la Luna: 250 cd/ft2. Utilizando la Fórmula de Exposición, coloqué este valor en la Zona VII ... Al soltar el obturador, me di cuenta de que tenía una fotografía inusual que merecía un negativo duplicado, invertí rápidamente el portapelícula, pero cuando saqué la diapositiva oscura, la luz del sol pasó de las cruces blancas; ¡llegué unos segundos demasiado tarde! El único negativo de repente se volvió valioso.

## Datación de la imagen
Beaumont Newhall, fotógrafo, curador y amigo de Adams, tenía curiosidad de que Adams no supiera la fecha de la fotografía. Aunque Adams recordaba que la fotografía fue tomada en otoño, había mencionado en diversas ocasiones el año 1940, 1941 y 1942, a pesar de que la imagen había sido publicada entre 1943 y 1944.
Newhall se preguntó si la información astronómica de la fotografía podría proporcionar la respuesta, por lo que se acercó a David Elmore del Observatorio de Gran Altitud en Boulder, Colorado. Centrándose en los meses de otoño de 1941 a 1944, Elmore encontró 36 fechas plausibles para la imagen. Elmore determinó una ubicación y dirección probable para la cámara a lo largo de la carretera. Utilizando esa información de ubicación, luego trazó la posición aparente de la Luna en la pantalla de su computadora para esas fechas para encontrar una coincidencia. Elmore concluyó que Moonrise fue tomada el 31 de octubre de 1941, a las 4:03 p. m.. Adams agradeció a Elmore por determinar la fecha y utilizó esa fecha en varias publicaciones posteriores, incluido su libro de 1983 Examples: The Making of 40 Photographs que utilizó la fecha pero redondeó la hora a 4:05 p. m..
Dennis di Cicco de la revista Sky & Telescope leyó los resultados de Elmore y trató de verificarlos. Introdujo la posición, la dirección y la hora en un programa que mostraba la posición de la Luna, pero la posición resultante no coincidía con la imagen Moonrise. Le intrigó la discrepancia y, después de trabajar de manera intermitente durante los siguientes diez años, incluida una visita al lugar, concluyó en 1991 «que Adams había estado en el borde de la antigua plataforma de la carretera, a unos 50 pies (20 m) al oeste del lugar de la carretera moderna que Elmore había identificado». Sus cálculos determinaron que la imagen fue tomada a las 4:49:20 p. m. el 1 de noviembre de 1941. Revisó sus cálculos con Elmore, quien estuvo de acuerdo con el resultado de Di Cicco. Elmore había sido engañado por la distorsión del monitor de su computadora, con una ligera discrepancia adicional en las coordenadas de Adams. En 1981, la pantalla CGA del IBM PC no tenía una relación de aspecto de píxeles de 1:1; el software de gráficos tendría que compensar esa relación de aspecto para realizar un gráfico isotrópico.

## Recepción
El historiador de arte H. W. Janson calificó la fotografía como «una combinación perfecta de fotografía directa y pura».
Las impresiones anteriores a 1970 son muy raras porque es difícil trabajar con el negativo. Adams recreó el negativo, aumentando el contraste para que fuera más fácil producir reimpresiones de alta calidad.
La fotografía se volvió tan popular y coleccionable que Adams personalmente hizo más de 1300 impresiones fotográficas de ella durante su carrera.

## Mercado del arte
La fama de la fotografía creció cuando una copia de 1948 se vendió en una subasta por 71 500 dólares en 1971 (537900 dólares en 2023); la misma copia se vendió por 609 600 dólares en 2006 (921300 dólares en 2023) en una subasta de Sotheby's.
Una impresión del mismo tamaño que un mural se vendió por 930 000 dólares en Christie's de Nueva York en octubre de 2021.
La impresión de Peter Bunnell de Moonrise, Hernandez, Nuevo Mexico fue la fotografía de mayor precio de la subasta de Phillips Photography de abril de 2023 por un valor superior al estimado de US$381 000. Bunnell recibió la impresión de gran formato como obsequio directamente de Adams en agosto de 1959, después de que se hicieran amigos.